# Untermainkreis
Der Untermainkreis ist einer der historischen Kreise des Königreichs Bayern. Er war von 1817 bis 1837 Vorläufer des späteren bayerischen Regierungsbezirks Unterfranken.

## Gliederung

### Kreisunmittelbare Städte
Aschaffenburg - Schweinfurt - Würzburg

### Landgerichte
Der Kreis gliederte sich in folgende Landgerichte älterer Ordnung (LG), Herrschaftsgerichte (HG) und Gerichts- und Polizeibehörden (GuP):
Landgericht Alzenau, Herrschaftsgericht Amorbach (bis 1848, dann GuP bis 1852, dann Landgericht Amorbach), Landgericht Arnstein, Landgericht Aschaffenburg (ab 1814), Landgericht Aub (ab 1840), Landgericht Aura (1814 bis 1829), Landgericht Baunach (ab 1840), Landgericht Bischofsheim, Landgericht Brückenau (ab 1819), Landgericht Dettelbach, Ebern - Eltmann (ab 1819) - Eschau HG (1814 bis 1824 und 1841–1848, dann GuP bis 1849) - Euerdorf - Herrschaftsgericht Fechenbach (bis 1818), Landgericht Fladungen (bis 1828), Frammersbach (1814 bis 1823), Landgericht Gemünden, Landgericht Gerolzhofen, Herrschaftsgericht Gersfeld (1820–1843), Landgericht Gleusdorf (bis 1840), Landgericht Hammelburg (ab 1819), Landgericht Haßfurt, Landgericht Hilders, Landgericht Hofheim, Landgericht Homburg (bis 1840), Landgericht Kaltenberg (1814 bis 1829), Landgericht Karlstadt, Landgericht Kissingen, Landgericht Kitzingen, Landgericht Kleinwallstadt (1814 bis 1829), Landgericht Klingenberg (ab 1814), Landgericht Königshofen, Herrschaftsgericht Krombach  (1814 bis 1820), Landgericht Lohr (ab 1814), Herrschaftsgericht Marktbreit (1827–1848, dann GuP bis 1853, dann Landgericht Marktbreit), Landgericht Marktheidenfeld (ab 1840), Landgericht Marktsteft, Landgericht Mellrichstadt, Herrschaftsgericht Miltenberg (bis 1848, dann GuP bis 1849, dann Landgericht Miltenberg), Landgericht Münnerstadt, Landgericht Neustadt an der Saale, Landgericht Obernburg (ab 1814), Landgericht Ochsenfurt, Landgericht Orb (ab 1814), Herrschaftsgericht Remlingen (1821 bis 1848, dann GuP bis 1849), Landgericht Röttingen (bis 1840), Landgericht Rothenbuch (ab 1814), Herrschaftsgericht Rüdenhausen (1820–1848, dann GuP Rüdenhausen-Wiesenthal bis 1853), Landgericht Schöllkrippen (ab 1858), Landgericht Schweinfurt, Herrschaftsgericht Sommerhausen (bis 1848, dann GuP bis 1849), Landgericht Stadtprozelten (bis 1829 und ab 1853), Herrschaftsgericht Sulzheim (bis 1848, dann GuP bis 1852), Herrschaftsgericht Tann (bis 1834), Herrschaftsgericht Triefenstein (bis 1821), Landgericht Volkach, Landgericht Werneck, Landgericht Weyhers (ab 1819), Herrschaftsgericht Wiesentheid (1820 bis 1848, dann GuP Rüdenhausen-Wiesentheid bis 1853, dann Landgericht Wiesentheid), Landgericht Würzburg diesseits des Mains, Landgericht Würzburg jenseits des Mains, Regierungs- und Justizkanzlei Kreuzwertheim (bis 1848), bestehend aus Herrschaftsgericht Kleinheubach, Herrschaftsgericht Kreuzwertheim und Herrschaftsgericht Rothenfels.

## Geschichte
Der Untermainkreis wurde erst am 20. Februar 1817 errichtet, nachdem das Großherzogtum Würzburg, das Fürstentum Aschaffenburg und einige andere Gebiete (ursprünglich hochstiftisch fuldische Ämter und hessen-darmstädtische sowie badische Gebiete) an Bayern gefallen waren. Seine Hauptstadt wurde Würzburg, das obwohl Verwaltungsmittelpunkt nun eine Randlage im Königreich einnahm. Einige der Landgerichte waren bereits 1814 bzw. 1816 errichtet worden. Bei der von König Ludwig I. veranlassten Gebietsreform vom 29. November 1837 erfolgte die Umbenennung in Kreis Unterfranken und Aschaffenburg.
Siehe auch: Verwaltungsgliederung Bayerns

## Generalkommissäre
Generalkommissäre und Präsidenten der Regierung des Untermainkreis waren:
- Max Freiherr von Lerchenfeld, 1814–1817
- Franz Wilhelm Freiherr von Asbeck, 1817–1825
- Max Freiherr von Zu Rhein, 1826–1832
- Karl von Stengel, 1832
- Graf August von Rechberg und Rothenlöwen, 1833–1837
- Ferdinand von Andrian-Werburg, 1837